# Cristian Portilla
Cristian Portilla Rodríguez (Santander, 28 agosto 1988) è un ex calciatore spagnolo, di ruolo centrocampista.